# Jarasingha
Jarasingha fou un estat tributari protegit del tipus zamindari, a Orissa, amb una superfície de 622 km², governat per una dinastia rajput chauhan. El territori fou concedit pel maharajà Ramchandra Singh Deo de Patna al seu fill Yuvraj Singh Deo, el 1765. Al segle XIX governava Lal Chandra Bhanu Singh Deo, al que va succeir el seu fill Lal Jagannath Prasad Singh Deo que no va tenir fills i va adoptar a Lal Brajendra Narayan Singh Deo, fill de maharajà Aditya Pratap Singh Deo de Seraikella que va regir el zamindari fins que fou abolit el 1953, i va morir el 1966.